# Неер, Карола
Карола Неер (нем. Carola Neher; 2 ноября 1900[…], Мюнхен — 26 июня 1942, Соль-Илецкая тюрьма УНКВД №2 для содержания подследственных, Чкаловская область) — немецкая актриса театра и кино. Первая исполнительница роли Поли Пичем в «Трёхгрошовой опере» Бертольта Брехта и в экранизации Георга Вильгельма Пабста.
В 1933 году эмигрировала в СССР. В сентябре 1934 года вместе с Генрихом Манном, Лионом Фейхтвангером, Анной Зегерс и другими известными деятелями культуры подписала призыв против присоединения Саарской области к гитлеровской Германии. После этого была лишена немецкого гражданства. В июле 1936 года арестована по обвинению в троцкистской деятельности. В июне 1942 года умерла от брюшного тифа в Соль-Илецкой тюрьме.

## Биография
Карола Неер родилась 3 ноября 1900 года в Мюнхене в семье органиста Йозефа Неера и его жены Каролины Катарины, владелицы винотеки. Отец игнорировал творческие наклонности дочери и отправил её в коммерческое училище, по окончании которого она поступила на работу в банк. В тайне от родителей она посещала уроки актерского мастерства и танцев. В 20 лет дебютировала в мюнхенском театре Каммершпиле.
В 1924 году вышла замуж за поэта и драматурга Альфреда Геншке, писавшего под псевдонимом Клабунд. В 1928 году он умер от туберкулёза.
С 1926 года выступала на столичной сцене и стала одной из любимых актрис Бертольта Брехта. В Берлине играла Рокси в первой постановке пьесы Морин Уоткинс «Чикаго»; в 1928 году исполнила роль Полли Пичем в первой постановке «Трёхгрошовой оперы» Б. Брехта и К. Вайля в Театре на Шиффбауэрдамм, в 1931 году в экранизации Г. В. Пабста.
В 1933 году после прихода к власти нацистов вместе с мужем, коммунистом Анатолием Беккером, эмигрировала через Вену и Прагу  в СССР. В 1933–1934 годах работала в немецком театре «Колонна линкс» под руководством Густава фон Вангенхайма в основном как педагог. Её муж устроился конструктором на Московский станкостроительный завод имени Орджоникидзе. В сентябре 1934 года вместе с другими известными немецкими эмигрантами подписала призыв против присоединения Саарской области к нацистской Германии. 1 ноября 1934 года была лишена немецкого гражданства.
В декабре 1934 года у Неер и Беккера родился сын Георг.
В Москве сотрудничала с кинофабрикой «Межрабпомфильм», с «Дойче централь-цайтунг», печатным органом немецкой секции Коминтерна. В 1935 году выступала как актриса и певица в Клубе иностранных рабочих, на заводе имени Орджоникидзе, в передачах московского радио для немецких рабочих и специалистов. В 1936 году Эрвин Пискатор хотел снять её в главной роли в фильме «Красное немецкое Поволжье», который так и не был реализован.
25 июля 1936 года арестована вслед за мужем как «троцкистский агент» и 16 июля 1937 года осуждена Военной коллегией Верховного Суда по ст. 17, 58-8, 58-11 УК к 10 годам тюремного заключения. Муж расстрелян 31 мая 1937 года. Одним из пунктов обвинения было то, что актриса передала письма немецкого коммуниста Эриха Волленберга его друзьям в СССР, а Волленберг в то время был в немилости у сталинистов.
В 1938 году Вальтер Хельд в статье, опубликованной в издававшейся в Париже троцкистской газете, упрекнул немецких литераторов и публицистов в молчании по поводу ареста Каролы Неер, напрямую обратившись к Бертольту Брехту:

Вы, господин Брехт, знали Каролу Неер. Вы знаете, что она не террористка, не шпионка, а отважный человек и великий художник. Почему Вы молчите?
При этом в 1937 году Брехт несколько раз безуспешно обращался к Лиону Фейхтвангеру с просьбой содействовать освобождению Неер.
В 1938 году доставлена в тюрьму НКВД в Ярославле, в 1939 году — в тюрьму НКВД во Владимире. 21 декабря 1939 года включена в списки немецких заключённых, подлежавших депортации в Германию. Однако немецкое посольство в СССР заявило, что её возвращение не представляется возможным, так как она лишена немецкого гражданства. В ожидании согласования депортации находилась в Бутырской тюрьме. 18 сентября 1940 года переведена в Орловскую тюрьму, где, несмотря на запрет, каждый день занималась гимнастикой, тогда как её сокамерницы прикрывали собой дверной глазок. После нападения Германии на Советский Союз летом 1941 года переведена в Соль-Илецкую тюрьму под Оренбургом. 
Умерла от брюшного тифа 26 июня 1942 года. Реабилитирована посмертно в 1959 году.
Георга Беккера, сына Неер и Беккера, после ареста родителей взяли к себе немецкие политэмигранты — супруги Эльза и Георг Таубенбергеры. После ареста приёмных родителей мальчик был отправлен в детский дом. Затем его усыновила бездетная жена красного командира, но из-за жестокого обращения он сбежал и снова попал в детдом, где пробыл до 1950 года. Георг Беккер знал о себе только имя, фамилию и национальность. О своих настоящих родителях и их трагической судьбе он узнал много позже совершенно случайно, благодаря сохранившемуся в архиве детского дома письму, которое Карола Неер написала в марте 1941 года директору. В 1974 году Георг Беккер подал заявление на выезд в Германию. Благодаря стараниям Льва Копелева видные политики и деятели культуры ФРГ, включая Вилли Брандта, направили Л. И. Брежневу письмо с просьбой выпустить сына Каролы Неер. В 1975 году Георг Беккер уехал в Западную Германию, где многие годы преподавал в консерватории в Аугсбурге.

## Память
О Кароле Неер в своей книге «Крутой маршрут» упоминает Е.С. Гинзбург: «Вижу лицо необычайно нежной красоты и обаяния. Потом я узнала, что это была известная немецкая киноактриса Каролла Неер-Гейнчке. Вместе с мужем-инженером она приехала в 34-м году в СССР. Два колечка, удачно спрятанные от бдительных очей надзирательницы, были памятью о муже, которого она считала уже мертвым».
В Германии в честь актрисы Каролы Неер названы улицы в Берлине и Мюнхене (нем. Carola-Neher-Straße).
В Москве на фасаде дома 36 по Краснопрудной улице 5 февраля 2017 года была установлена памятная табличка «Последний адрес» Каролы Неер.
12 декабря 2017 года в Международном Мемориале в Москве открылась выставка «Театр жизни Каролы Неер».

## Фильмография
- 1931 — «Трёхгрошовая опера» — Полли Пичем